# リズ・マッコルガン
リズ・マッコルガン（Liz McColgan-Lynch、1964年3月24日 - ）は、イギリスの陸上競技選手。1988年ソウルオリンピックの銀メダリストである。スコットランド中部ダンディー出身。

## 経歴
マッコルガンは、1980年代から1990年代にかけて活躍した女性長距離ランナーである。1988年ソウルオリンピックでは、この大会から正式種目となった10000mに出場、決勝レースでは31分08秒44で、ソ連のオルガ・ボンダレンコに次いで銀メダルを獲得。1991年には、東京で行われた世界選手権の10000mで金メダルを獲得している。
マッコルガンは、マラソンでも活躍し、1991年のニューヨークシティマラソン、1992年の東京国際女子マラソンそして1996年のロンドンマラソンで優勝。さらに1992年、1995年、1996年のロンドンマラソンでは2位となっている。
マッコルガンは、有名な北アイルランドの中距離選手だった夫と、5人の子供とともに、ダンディーの郊外で、コーチとして若い選手の育成に励んでいる。

## 自己ベスト
- 3000m - 8分50秒52 （1995年）
- 5000m - 14分59秒56 （1995年）
- 10000m - 30分57秒07 （1991年）
- ハーフマラソン - 1時間08分42秒 （1992年）
- マラソン - 2時間26分54秒 （1998年）

## 主な実績
| 年   | 大会                         | 場所                                       | 種目           | 結果 | 記録          |
| ---- | ---------------------------- | ------------------------------------------ | -------------- | ---- | ------------- |
| 1986 | コモンウェルスゲームズ       | エジンバラ（スコットランド）               | 10000m         | 1位  | 31分41秒42    |
| 1986 | ヨーロッパ陸上競技選手権大会 | シュトゥットガルト（西ドイツ）             | 10000m         | 7位  | 31分49秒46    |
| 1987 | 世界クロスカントリー選手権   | ワルシャワ（ポーランド）                   | シニアロング   | 2位  | 16分48秒      |
| 1987 | 世界陸上競技選手権大会       | ローマ（イタリア）                         | 10000m         | 5位  | 31分19秒82    |
| 1988 | オリンピック                 | ソウル（韓国）                             | 10000m         | 2位  | 31分08秒44    |
| 1989 | 世界室内陸上競技選手権大会   | ブダペスト（ハンガリー）                   | 3000m          | 2位  | 8分34秒80     |
| 1990 | コモンウェルスゲームズ       | オークランド（ニュージーランド）           | 3000m          | 3位  | 8分47秒66     |
| 1990 | コモンウェルスゲームズ       | オークランド（ニュージーランド）           | 10000m         | 1位  | 32分23秒56    |
| 1991 | 世界クロスカントリー選手権   | アントウェルペン（ベルギー）               | シニアロング   | 3位  | 20分28秒      |
| 1991 | 世界陸上競技選手権大会       | 東京（日本）                               | 10000m         | 1位  | 31分14秒31    |
| 1991 | ニューヨークシティマラソン   | ニューヨーク（アメリカ合衆国）             | マラソン       | 1位  | 2時間27分23秒 |
| 1992 | 世界ハーフマラソン選手権     | ニューカッスル・アポン・タイン（イギリス） | ハーフマラソン | 1位  | 1時間08分53秒 |
| 1992 | オリンピック                 | バルセロナ（スペイン）                     | 10000m         | 5位  | 31分26秒11    |
| 1992 | 東京国際女子マラソン         | 東京（日本）                               | マラソン       | 1位  | 2時間27分38秒 |
| 1995 | 世界陸上競技選手権大会       | イェーテボリ（スウェーデン）               | 10000m         | 6位  | 31分40秒14    |
| 1996 | ロンドンマラソン             | ロンドン（イギリス）                       | マラソン       | 1位  | 2時間27分54秒 |
| 1996 | オリンピック                 | アトランタ（アメリカ合衆国）               | マラソン       | 16位 | 2時間34分30秒 |